# Etnias de Europa
Las etnias o grupos étnicos de Europa son el foco de la etnología europea, el campo de la antropología relacionado con las distintas etnias que residen en las naciones de Europa. Según la monografía alemana Minderheitenrechte in Europa coeditada por Pan y Pfeil (2002), hay 87 pueblos distintos en Europa, de los cuales 33 conforman la mayoría de población en al menos un estado soberano, mientras que los restantes 54 constituyen minorías étnicas. El número total de pueblos nacionales minoritarios en Europa es estimado en 105 millones de personas, o 14% de los 770 millones de europeos.
No existe una definición precisa o universalmente aceptada del término "etnia" o "grupo étnico" o "nacionalidad". En el contexto de la etnografía europea en particular, Los términos etnia, pueblo (sin estado-nación), nacionalidad, minoría nacional, minoría étnica, comunidad lingüística, grupo lingüístico y minoría lingüística se utilizan mayormente sinónimos, aunque la preferencia en el uso puede variar dependiendo de la situación específica de cada país europeo.

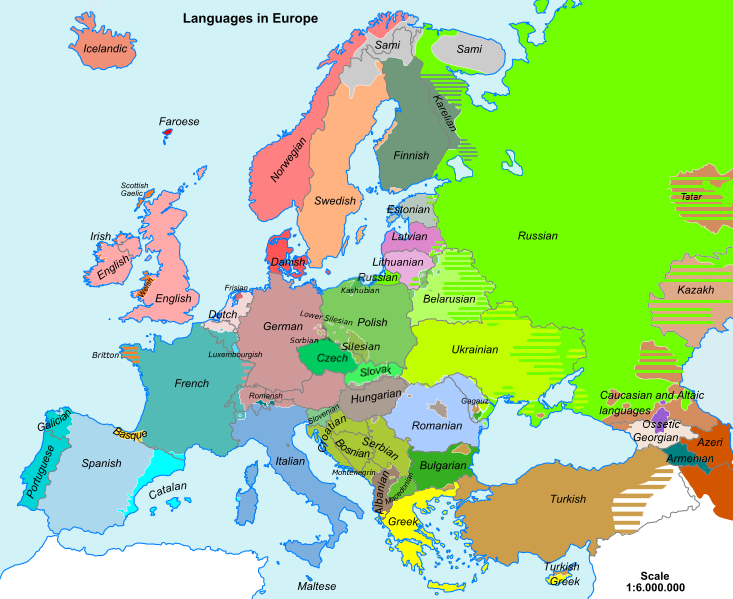
Mapa genérico que muestra las principales lenguas de Europa.

## Clasificaciones lingüísticas
De la población total de Europa, de unos 730 millones (en 2005), más del 80% o unos 600 millones están comprendidos en tres grandes ramas de las lenguas indoeuropeas, o sea, la eslava, la itálica (romance) y la germánica. Los grupos más grandes que no entran dentro de estos tres son los griegos (alrededor de 12 millones) y los albaneses (unos 8 millones). Junto a las lenguas indoeuropeas existen otras dos grandes familias de lenguas del continente europeo: las lenguas turcas y las lenguas urálicas. Las lenguas semíticas que dominan la costa del norte de África, así como el Oriente Próximo se conservan en las islas de Malta, un archipiélago en el Mediterráneo. El vasco es un aislado lingüístico ajeno a cualquier otro idioma dentro o fuera de Europa.

## Por país
Pan y Pfeil (2002) distinguen 33 pueblos que forman la mayoría de población en al menos un estado soberano situado geográficamente en Europa. Estas mayorías van desde poblaciones casi homogéneas como en Albania o en Polonia, las apenas mayorías como en Letonia o Bélgica. Bosnia y Herzegovina y Montenegro son estados multiétnicos en el que ningún grupo conforma la mayoría.
| País                 | Mayoría               | %      | Minorías nativas | Minorías inmigrantes |
| -------------------- | --------------------- | ------ | --- | --- |
| Albania              | Albaneses             | 95%    | Griegos ~3%, Otros 2% (Aromunes, búlgaros, gitanos). | |
| Alemania             | Alemanes              | ~85%   | Incluye bávaros, suabos, sajones, frisones, sorbios, silesios, y daneses de Schleswig-Holstein).                                                                                          | Turcos 5%, polacos 3.5%, otros europeos 2% y no europeos 5%. |
| Armenia              | Armenios              | 98%    | Yazidíes 1,2%, rusos 0,4%, sirios 0,1%, kurdos 0,1%, otros: griegos, ucranianos, georgianos. (censo de 2011)                                                                              | |
| Austria              | Austríacos (Alemanes) | 83%    | Croatas de Burgenland 0,35%, eslovenos de carintia 0,15% | Turcos 5.9%, serbios 3.5%, bosnios 1.8% y otros 5.3%. |
| Bélgica              | Flamencos             | ~49%   | Valones ~24%, alemanes 0,6%. | Otros europeos 10%, africanos subsaharianos 5%, norteafricanos 4%, turcos 2%, vietnamitas 1%, otros no blancos. |
| Bielorrusia          | Bielorrusos           | 83.7%  | Rusos 8,3%, polacos 3,1%, ucranianos 1,7%, y otros 3,2%. (censo de 2009) | |
| Bosnia y Herzegovina | Bosníacos             | 50.11% | Serbios 30,78%, croatas 15,43%, otros 0,6%. (censo de 2013) | |
| Bulgaria             | Búlgaros              | 84%    | Turcos 8,8%, gitanos 5%, otros 2% (incluye rusos, armenios, tártaros, y valacos). (censo de 2001)                                                                                         | |
| Chequia              | Checos                | 90.4%  | Moravos 3,7% | Eslovacos 1,9%, ucranianos 1,1%, vietnamitas 0,8% y otros 2,1%. (censo de 2011) |
| Chipre               | Griegos               | 87%    | Turcos 13% | |
| Croacia              | Croatas               | 90%    | Serbios 4,5%, otros 5,9% (incluye bosnios, húngaros, eslovenos, checos, italianos, alemanes, rumanos y gitanos). (censo de 2001)                                                          | |
| Dinamarca            | Daneses               | 89%    | Feroeses 0,4%, alemanes 0,3% | Otros europeos 3%, árabes 2%, turcos 1%, otros 5%. |
| Eslovaquia           | Eslovacos             | 80.7%  | Húngaros 8,5%, gitanos 2%, checos 1%, otros 6,9%. (censo de 2011) | |
| Eslovenia            | Eslovenos             | 83.1%  | Serbios 2%, croatas 1,8%, bosnios 1,1%, otros (Italianos, alemanes, húngaros y rumanos) 12%. (censo de 2002)                                                                              | |
| España               | Españoles             | ~86%   | Incluye castellanos, cántabros, asturianos, leoneses, aragoneses, valencianos, baleares, murcianos, extremeños, andaluces, catalanes, gallegos, vascos, gitanos 2%.                       | Extranjeros 14%: Hispanoamericanos (la mayoría mestizos-amerindios), Rumanos, norteafricanos, africanos subsaharianos, chinos, filipinos, árabes y otros.                                                                                      |
| Estonia              | Estonios              | 68%    | Rusos 25,6%, fineses 0,9%, suecos 0,01% | Ucranianos 2,1%, bielorrusos 1,3%, otros 2,2%. (censo de 2000) |
| Finlandia            | Fineses               | 88%    | Suecos 5,4%, lapones 0,2% | Rusos 1,3%, estonios 0,3%, gitanos 0,1% y otros 4,3%. (estimado 2015) |
| Francia              | Franceses             | ~77,7% | Occitanos 9%, bretones 6%, alsacianos (alemanes) 2%, corsos 1,3%, vascos 0,4%, flamencos 0,3%, catalanes 0,2%, normandos 0,15%, arpitanos 0,1%.                                           | Otros europeos 10% (italianos 4%, portugueses 1.8%, españoles 1.5%, polacos 1.5%, judíos 0.9%, rumanos 0.4%), árabes y norteafricanos 9%, turcos 1.2%, africanos subsaharianos 2%, otros 0.5% (indochinos, otros asiáticos, latinoamericanos). |
| Georgia              | Georgianos            | 84%    | Azeríes 6.5%, armenios 5.7%, rusos 1.5%, osetios 0.9%, abjasios 0.1% y otros 2.5%. (censo de 2002)                                                                                        | |
| Grecia               | Griegos               | 87%    | Gitanos 2.7%, turcos 1.1%, pomacos 0.45% y otros (como armenios, búlgaros, aromunes y meglenorrumanos).                                                                                   | Albaneses 4.2%, y otros (afganos, iraquíes, iraníes, somalíes) 4.2%. |
| Hungría              | Húngaros              | 92.8%  | Gitanos 3.2%, alemanes 1.9%, otros 2.1%. (censo de 2011) | |
| Islandia             | Islandeses            | 94%    | | Otros (no nativos, principalmente polacos, rusos, griegos, portugueses y filipinos) 6%. |
| Irlanda              | Irlandeses            | 87.4%  | | Otros europeos (principalmente letones, polacos y ucranianos) 7.5%, asiáticos 1,3%, negros 2,2% y otros 1,6%. (censo de 2006) |
| Italia               | Italianos             | 91.7%  | Sardos 1.5%, alemanes bávaros en Tirol del Sur 0.5%, franco-provenzales en el Valle de Aosta, también minorías albanesas, catalanas, griegas, ladinas y eslovenas.                        | Otros europeos (mayormente rumanos, albaneses, ucranianos y polacos) 2,5%, árabes norteafricanos 1% y otros 2,5%. |
| Kazajistán           | Kazajos               | 63.1%  | Rusos 23.7%, uzbecos, ucranianos, uigures, tártaros, alemanes. | |
| Kosovo               | Albaneses             | 92%    | Serbios 4%, otros 4% (bosnios, goranis, gitanos y turcos). | |
| Letonia              | Letones               | 62.1%  | Rusos 26.9%, bielorrusos 3.3%, ucranianos 2.2%, polacos 2.2%, lituanos 1.2%, livonios 0.1% y otros 2.0%. (2011)                                                                           | |
| Lituania             | Lituanos              | 83.5%  | Polacos 6.74%, rusos 6.31%, bielorrusos 1.23%, otros (Tártaros de Lipka) 2.27% y judíos 0.01%. (censo de 2001)                                                                            | |
| Macedonia            | Macedonios (Búlgaros) | 64%    | Albaneses 25.2%, turcos 4%, gitanos 2.7%, serbios 1.8%, y otros (griegos, rumanos, croatas) 2.2%. (censo de 2002)                                                                         | |
| Malta                | Malteses              | 95.3%  | | |
| Moldavia             | Moldavos (Rumanos)    | 78%    | Ucranianos 8.4%, rusos 5.9%, Gagauzos 4.4%, búlgaros 1.9%, y otros 1.3%. (censo de 2004)                                                                                                  | |
| Montenegro           | Montenegrinos         | 44.98% | Serbios 28.73%, bosnios 8.65%, albaneses 4.91%, y otros (búlgaros, croatas, griegos y gitanos) 12,73%. (censo de 2011)                                                                    | |
| Países Bajos         | Neerlandeses          | 80.7%  | Frisones 3% | Otros europeos 5%, indonesios 2,4%, turcos 2,2%, surinameses 2%, marroquíes 2%, otros 5,6%. (2008 est.) |
| Noruega              | Noruegos              | 85-87% | Lapones 1.2 - 2.5% | Polacos 1,4%, otros 12% (suecos, pakistaníes, somalíes, árabes, kurdos, vietnamitas, lituanos). (2012) |
| Polonia              | Polacos               | 97%    | Alemanes 0.4%, silesios, lituanos, casubios y judíos. (censo de 2002) | Bielorrusos 0,1%, ucranianos 0,1%, otros. |
| Portugal             | Portugueses           | 95%    | Hablantes de Mirandés ~15.000 | Otros 5% (otros europeos, africanos, brasileños, chinos, indios, gitanos). |
| Reino Unido          | Ingleses              | 59%    | Irlandeses: 10%, escoceses: 8.1%, galeses: 5.4%, otros (córnicos, maneses, normandos de las Islas del Canal) 0.1%.                                                                        | Otros europeos 7%, africanos 3%, asiáticos de Asia del Sur 4,9%, otros asiáticos 1,4%, chinos 0,7%, gitanos 0,4%, judíos 0,4%, otros 2,9%. |
| Rumania              | Rumanos               | 89.5%  | Húngaros 6,6%, gitanos 2.5%, alemanes 0,3%. | Ucranianos 0,3%, rusos 0,2%, turcos 0,2%, otros 0,4% y judíos 0,1%. (censo de 2002) |
| Rusia                | Rusos                 | 80%    | Tártaros 3.9%, chuvasios 1%, chechenos 1%, osetios 0.4%, cabardinos 0.4%, ingusetios 0.3%, calmucos 0.1%                                                                                  | Ucranianos 1.4%, baskires 1.2%, armenios 0.9%, ávaros 0.7%, mordvinos 0.5% y otros. (censo de 2010, incluye Rusia asiática). |
| Serbia               | Serbios               | 83%    | Húngaros 3,9%, gitanos 1,4%, yugoslavos 1,1%, bosnios 1,8%, montenegrinos 0,9%, y otros 8% (eslovacos, rumanos, croatas, rutenos, búlgaros, alemanes, albaneses y otros). (censo de 2002) | |
| Suecia               | Suecos                | 85%    | Fineses 1%, lapones 0,3% | Otros europeos 5%, árabes 1,6%, otros 7%. |
| Suiza                | Alemanes              | 55%    | Franceses (Arpitanos) 17%, italianos 6% y romanches (ver idioma romanche) 0,5%. | Balcánicos (serbios, croatas, bosnios y albaneses) 6%, Otros italianos 4%, portugueses 2%, Otros alemanes 1.5%, turcos 1%, españoles 1%, ucranianos 0,5%, otros 5%.                                                                            |
| Turquía              | Turcos                | 75%    | Kurdos 18%, circasianos, zazas, laz, griegos, armenios, judíos, sirios, albaneses, búlgaros, bosnios y árabes 7%.                                                                         | |
| Ucrania              | Ucranianos            | 77.8%  | Rusos 17,3%, bielorrusos 0,6%, rumanos 0,8%, tártaros de Crimea 0,5%, búlgaros 0,4%, húngaros 0,3%, polacos 0,3%, judíos 0,2%, armenios 0,1% y otros 1,8%. (censo de 2001)                | |

## Historia

### Pueblos prehistóricos
Se asume que los vascos descienden directamente de las poblaciones de la Edad del Bronce final atlántico. También se asume que los grupos indoeuropeos de Europa (los grupos centum y pueblos balto-eslavos y albaneses) se han desarrollado in situ mediante la mezcla de los primeros indoeuropeos que llegaron a Europa en la Edad de Bronce (cerámica cordada, vaso campaniforme). Los pueblos fineses son asumidos principalmente que descienden de poblaciones que habían emigrado de su hogar histórico en Siberia noroccidental hace unos 3.000 años.
Los idiomas reconstruidos de la Edad de hierro de Europa incluyen al protocelta, proto itálico y protogermánico, todas estas del grupo centum; y al protoeslavo y proto báltico, del grupo satem. Un grupo de lenguas tirsénicas parece incluir al etrusco, rético y quizás también al minoico y al eteochipriota. El protovasco durante la etapa prerromana solo puede ser reconstruido parcialmente.
En cuanto a la Edad de Bronce europea, la única reconstrucción segura es la del protogriego (ca. 2000 a. C). Un ancestro proto-ítalo-celta de las lenguas itálica y celtas (durante el período de la cultura del vaso campaniforme), y una lengua proto-balto-eslava (durante el período de la cultura de la cerámica cordada) han recibido una menor aceptación. Los hidrónimos del antiguo europeo fueron tomados como indicadores de un ancestro temprano indoeuropeo durante la Edad de bronce de las posteriores lenguas centum.

### Pueblos históricos

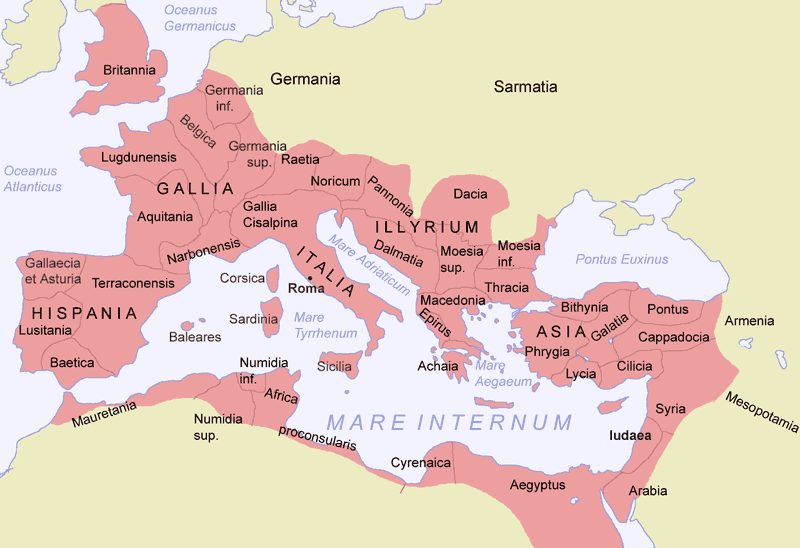
Provincias del Imperio romano en el 117 d. C.

Los pueblos de la Edad del Hierro (antes de las invasiones bárbaras) de Europa fueron conocidos por la historiografía griega, con grandes aportes por Heródoto, Plinio, Claudio Ptolomeo y Tácito, y estos son:
- Egeos: Tribus griegas, pelasgos, tirrenios y anatolios.
- Altiplano Armenio: Armenios.[22]
- Balcanes: Ilirios, dacios y tracios.
- Cáucaso: Georgianos.
- Península itálica: Pueblos itálicos, etruscos, vénetos, ligures y colonos griegos.
- Europa Occidental y Central: Celtas (pueblos galos, tribus celtas), réticos, suabos, vénetos del Vístula, lugios y pueblos bálticos?
- Península ibérica: Pueblos prerromanos (íberos, lusitanos, aquitanos, celtíberos, galaicos celtas), vascos y fenicios (cartagineses.
- Cerdeña: Nuragos.
- Islas británicas: Tribus celtas en Bretaña e Irlanda y pictos.
- Europa del Norte: Fineses del Báltico, pueblos germánicos.
- Europa Meridional: Sicanos.
- Europa Oriental: Escitas, sármatas.

### Migraciones históricas

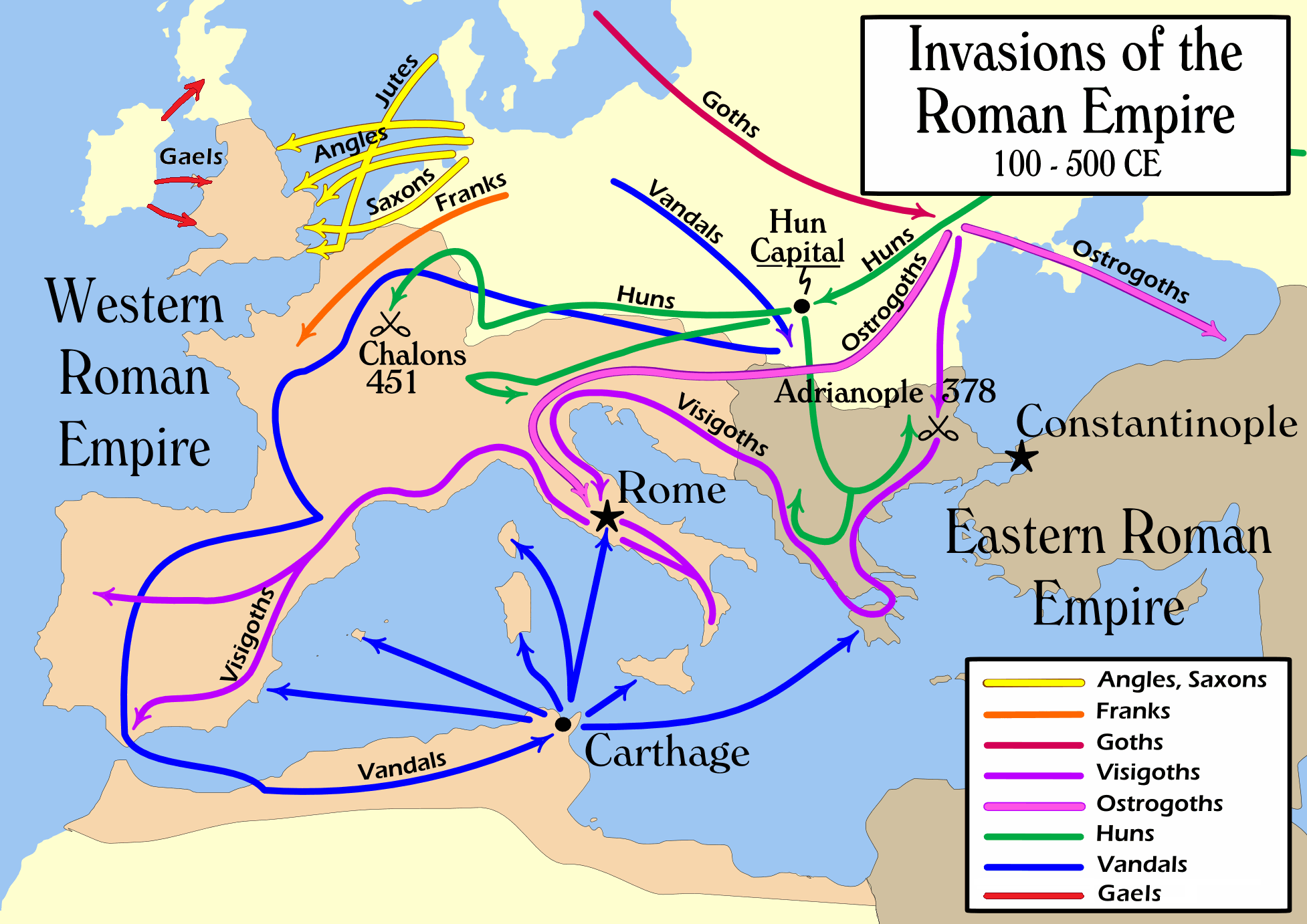
Las invasiones bárbaras de la Antigüedad tardía.

Los grupos etnolingüísticos que llegaron desde fuera de Europa en la historia fueron:
- Colonias fenicias en el Mediterráneo, desde el 1200 a. C. hasta la caída de Cartago luego de la tercera guerra púnica en el 146 a. C.
- Influencia irania: Control aqueménida de Tracia (512-343 a. C.) y el Reino del Bósforo. Luego ocurrió la migración de cimerios, escitas, sármatas, alanos y osetios, sobreviviendo solo estos últimos.
- La diáspora judía llegó a Europa durante el Imperio romano. La comunidad judía en Italia data del 70 d. C. y los asentamientos judíos en Galia desde el siglo V (ver Historia de los judíos en Europa).
- El Imperio huno (siglo V), quien convergió con las Invasiones bárbaras, contribuyó a la formación del Primer Imperio búlgaro.
- El Kaganato ávaro (c.560s-800) de los ávaros coincidió con las migraciones eslavas, que luego se fusionaron con los estados eslavos meridionales desde el siglo IX.
- Los protobúlgaros, un pueblo seminómadas originarios de Asia Central, finalmente absorbidos por los eslavos.
- Los magiares (húngaros), un pueblo ugro, y los turcos pechenegos y jázaros llegaron a Europa durante el siglo VIII.

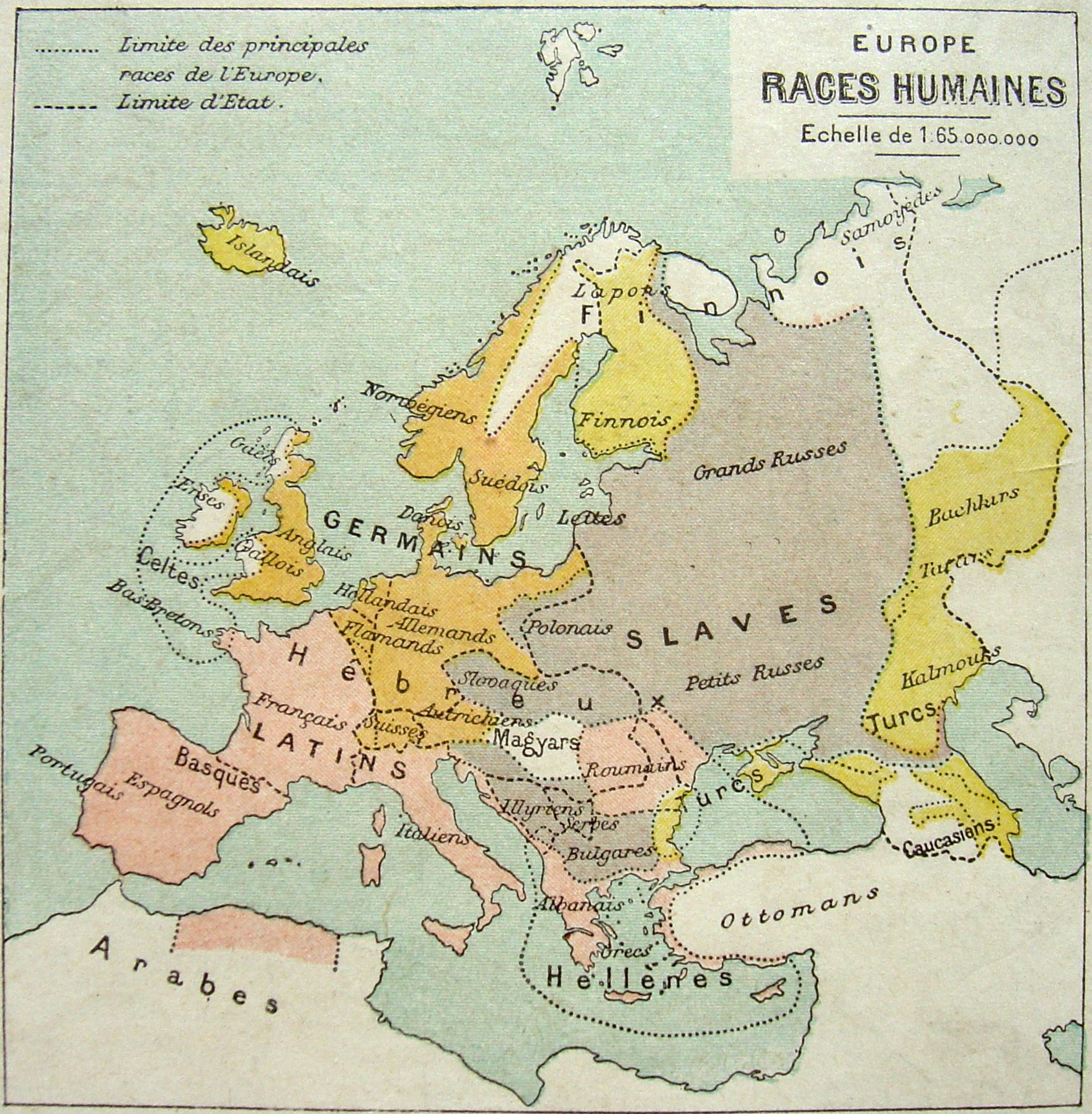
Pueblos europeos en un mapa del.

- Los árabes invadieron Chipre, Creta, Sicilia, algunos lugares a lo largo de la costa del sur de Italia, Malta, Hispania, y formaron el Emirato de Sicilia (831-1072) y el Al-Ándalus (711-1492).
- Las dinastías bereberes de los almorávides y los almohades dominaron gran parte de España y Portugal.
- Los kipchaks occidentales conocidos como cumanos llegaron a lo que hoy en día es Ucrania en siglo XI.
- Las invasiones mongolas (1223-1480) y tártaras (1441-1774), y el control otomano de los Balcanes (1389-1878). Estas incursiones medievales dan cuenta de la presencia de turcos y tártaros en Europa.
- Los gitanos llegaron a fines de la Edad Media.
- Los calmucos, de origen mongol, llegaron a Kalmukia en el siglo XVII.

### Historia de la etnografía de Europa

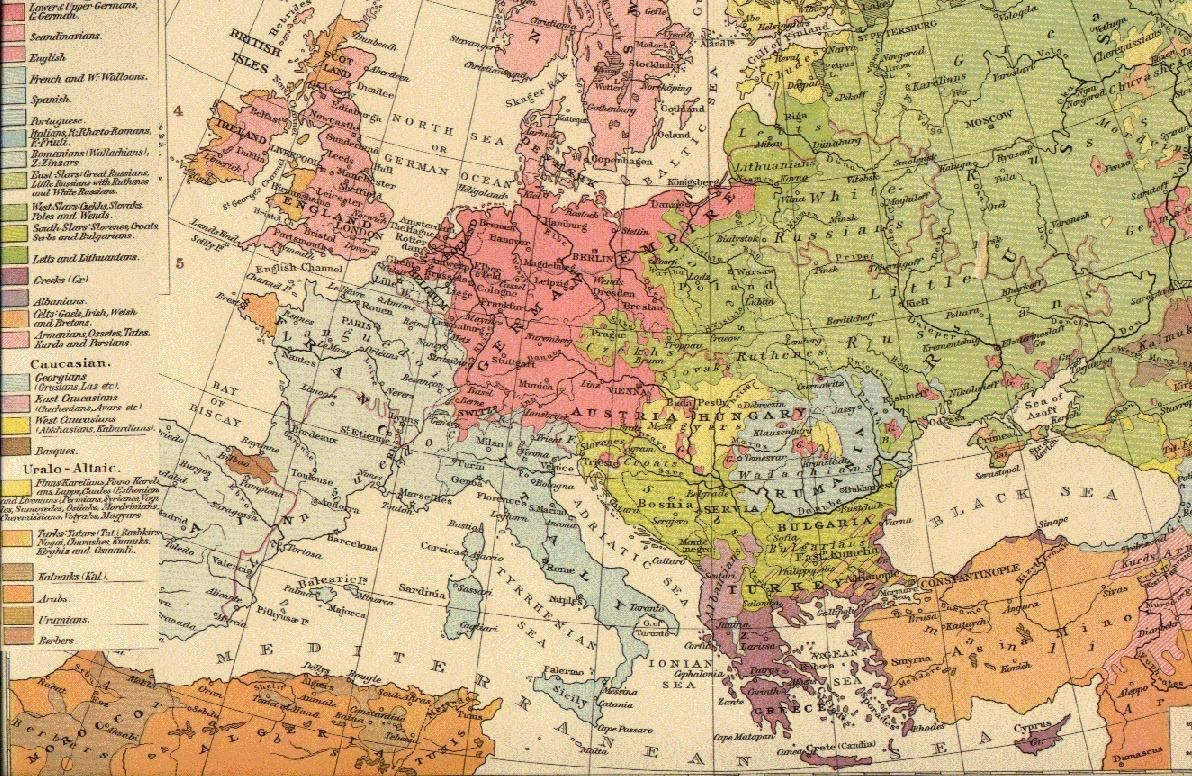
Mapa etnográfico de Europa, The Time Atlas (1896).

Los registros más antiguos de la etnografía europea datan de la Antigüedad clásica. Heródoto describió a los escitas y a los tracio-ilirios. Dicearco de Mesina dio una descripción de la misma Grecia, tomando en cuenta a Europa occidental y septentrional. Solo algunos fragmentos sobrevivieron, pero Polibio y otros eruditos sí llegaron a poseer las obras de Dicearco.
Algunos autores del Imperio Romano incluyen a Diodoro Sículo, Estrabón y Tácito. Julio César legó un registro de las tribus celtas de Galia, mientras que Tácito describió las tribus germánicas de la Germania Magna.
En el siglo IV, Tabula Peutingeriana registró los nombres de numerosos pueblos y tribus. Etnógrafos como Agatías, Amiano Marcelino, Jordanes y Teofilacto Simocates dieron registros tempranos de eslavos, francos, alamanes y godos.
El Libro IX de Etimologías de Isidoro de Sevilla (siglo VII) trata de linguis, gentibus, regnis, militia, civibus (de lenguas , pueblos, reinos, ejércitos y ciudades). Ahmad ibn Fadlan dio un registro de Bolgar y los pueblos rus.

## Minorías nacionales
El número total de minorías nacionales en Europa es estimada en 105 millones de personas, el 14% de los europeos.